# Jean-Luc Couchard
Jean-Luc Couchard (Limbourg, Liège tartomány, Vallónia, Belgium, 1969. július 14.), frankofón  belga színpadi és filmszínész, énekes.

## Pályája
A vallóniai Limbourg város Dolhain kerületében született. A liège-i királyi konzervatóriumban (Conservatoire royal de Liège) végzett, drámai művészeti szakon. 1989-től dolgozik színészként, alapvetően színpadi szerepekben, belgiumi és franciaországi színházi társulatokban. Világhírű szerzők színműveiben alakított fő- és mellékszerepeket (Bertolt Brecht, Marivaux, Alfred Jarry, Molière, Edgar Allan Poe, William Shakespeare és mások).
1994-től filmszerepeket is vállalt, rövidfilmekben, egész estés mozifilmekben, és a televízióban is. Animációs filmekhez és sorozatokhoz hangját kölcsönzi. Magyarországon is jól ismert, sikeres vígjátéki kettős szerepe Albert van den Bosch („a Belga” néven rettegett gengszter) és Édouard Triboulet (a „nyuszi” banktisztviselő), a Taxi-sorozat 4. részében, a Gérard Krawczyk által 2007-ben rendezett T4xi-ben.
2013-ban, a Magritte-filmdíj Magritte du cinéma) 3. díjosztó fesztiválján, Brüsszelben nevezést kapott a legjobb férfi mellékszereplőnek járó díjra, Patrick Ridremont rendező 2012-es Dead Man Talking filmjében nyújtott „Stieg Brodeck” alakításáért.
1989 óta Couchard alkalmanként fellép énekesként a Les Slip’s együttesben. Frankofón folklorisztikus dalokat adnak elő. Megjelent nagylemezük címe Jaune devant, marrant….
Magyar szinkronhangját adó színészek: Epres Attila (Taxi 4.), Háda János (A belga meló) és Kapácsy Miklós (Elmentek otthonról).

## Magyarországon bemutatott filmjei
- 2001 : Grégoire Moulin a világ ellen Grégoire Moulin contre l’humanité (rendező Artus de Penguern), szurkoló a bár-jelenetben
- 2004 : Pokoljárás (Calvaire), (rendező Fabrice du Welz), Boris
- 2004 : Ölj meg gyengéden (Pour le plaisir), (rendező Dominique Deruddere)
- 2006 : Mr. Átlag (Comme tout le monde), (rendező Pierre-Paul Renders), újságíró
- 2005 : Dikkenek, rend. Olivier Van Hoofstadt, Jean-Claude
- 2007 : T4xi (Taxi 4.), rendező Gérard Krawczyk, Albert Vandenbosch, „a Belga” / Édouard Triboulet
- 2008 : A Tellier-ház (La Maison Tellier) (tévéfilm, rendező Élisabeth Rappeneau), Boblec
- 2010 : Finánc a pácban (Rien à déclarer), (rendező Dany Boon), Vanuxem bátyja, csempész
- 2011 : Titeuf (animációs, (rendező Zep), a „pszí” hangja
- 2011 : Legkedvesebb rémálmom Mon pire cauchemar, (rendező Anne Fontaine),  Milou
- 2012 : A belga meló (Il était une fois, une fois), (rend.  Christian Merret-Palmair), Frank Vrut
- 2012 : Örökbeadható (Couleur de peau : miel), (rendezők Laurent Boileau, Jung), az örökbefogadó apa
- 2013 : Isten hozta Kínában! (Welcome to China), rövidfilm, (rendező  Olivier Ayache-Vidal)
- 2015 : Elmentek otthonról (Babysitting 2), (rendezők Nicolas Benamou, Philippe Lacheau), Marco
- 2015 : Az elveszett űrhajós (Le dernier voyage de l’énigmatique Paul WR), rövidfilm, rendező Romain Quirot, takarító
- 2016 : Jöttünk, láttunk, visszamennénk 3. – A forradalom (Les visiteurs : La révolution), (rendező Jean-Marie Poiré), Legendre közvádló

## Kitüntetései
- 2013 : Magritte-filmdíj Magritte du cinéma), 3. díjosztó: nevezés a legjobb férfi mellékszereplőnek, a Dead Man Talking-ban nyújtott alakításért (rendező Patrick Ridremont).

## Kapcsolódó információk
- Jean-Luc Couchard a PORT.hu-n (magyarul)
- Jean-Luc Couchard az Internetes Szinkronadatbázisban (magyarul)
- Jean-Luc Couchard az Internet Movie Database-ben (angolul)
- Jean-Luc Couchard a Rotten Tomatoeson (angolul)
- Jean-Luc Couchard az AlloCiné weboldalán (franciául)
- Jean-Luc Couchard Profile. Famousfix.com. (Hozzáférés: 2023. január 19.)
- Jean-Luc Couchard,  le parrain officiel du festival 2018. (francia nyelven). fifcl.be. Festival International du Film de Comédie de Liège. [2021. március 3-i dátummal az eredetiből archiválva]. (Hozzáférés: 2018. július 30.)